# Церковно-археологический кабинет
Музей христианского искусства «Церковно-археологический кабинет» — церковный музей при Московской духовной академии, носящий имя патриарха Алексия I и имеющий в своём собрании обширную коллекцию иконописи, религиозной живописи, скульптуры, графики, шитья, нумизматики, произведений мелкой пластики, рукописных и старопечатных книг. С 1880 по 1918 годы назывался Церковно-археологическим музеем.

## История собрания ЦАКа
Возникновение Церковно-археологического музея при Императорской Московской духовной академии профессор церковной археологии и литургики А. П. Голубцов относит к 1814 году, когда в собственность Академии поступили два портрета императриц Елизаветы II и Екатерины II. К середине XIX века академия уже имела достаточно богатую нумизматическую коллекцию.
Новую жизнь в дело собирания церковных древностей вдохнул выдающийся историк и археограф, ректор академии протоиерей Александр Васильевич Горский, который поддержал идею создания академического музея, впервые высказанную известным церковным историком Е. Е. Голубинским.
8 октября 1871 года, по распоряжению ректора, протоиерея Александра Горского, одно из помещений библиотеки академии было приспособлено для экспонирования небольшой коллекции монет, древних икон, картин, а также книг, поступивших из собрания библиотеки Святейшего Синода. 12 сентября 1880 года Святейший Правительствующий Синод утвердил учреждение Церковно-археологического музея при Московской академии. В 1892 году, по ходатайству заведующего музеем, преподавателя Церковной археологии и литургики профессора А. П. Голубцова, музей был переведён в помещение бывших Царских чертогов.
После октябрьского переворота 1917 года Церковно-археологический музей Московской духовной академии прекратил своё существование. На основании декрета от 5 декабря 1918 года коллекция церковных древностей была реквизирована и в феврале 1919 года поступила в ведение Всероссийской коллегии по делам музеев и охране памятников искусства и старины Народного комиссариата просвещения. Позднее она вошла в состав организованного в апреле 1920 года Сергиево-Посадского историко-художественного музея, но документальных сведений об этом не сохранилось.

## Возрождение музея (ЦАКа)
Воссоздание академического музея связано с возобновлением деятельности Московской духовной академии и семинарии и возвращением их в 1948 году в Троице-Сергиеву лавру. В первом полугодии 1948 года работу по созданию музея возглавил студент IV курса Константин Нечаев и воспитанник II класса семинарии Алексей Остапов. Работы находились лишь в начальной стадии, о чём свидетельствует запись помощника инспектора от 2 марта 1949 года:

В комнате-музее существенных изменений нет. Это пока выставка фотографий, размещенных довольно неумело, не по темам, без текстов. Даже в текст об открытии музея, адресованный Святейшему, вкралось несколько ошибок.

В 1951 году Патриарх Алексий I благословил иеромонаха Сергия (Голубцова) (по профессии художника-реставратора) возглавить работы по формированию коллекции Церковно-археологического кабинета (ЦАКа).
Над пополнением собрания ЦАКа и экспонирования его коллекции в течение двадцати лет трудился его заведующий, профессор МДА, протоиерей Алексий Остапов. При нём была сформирована основная часть фондов музея, куда вошли предметы из личного собрания патриарха Алексия I (Симанского), а также пожертвования известных иерархов, священнослужителей и мирян Русской православной церкви.
С 1956 г. музей занимает всю верхнюю амфиладу помещений б. Царских чертогов. С 1957 г. музей стал открытым для широкой аудитории. Ежегодно его посещают до 30 тыс. человек.
В 1970 г. завершены работы по составлению уточненной описи фондов музея. Ныне сотрудники ЦАКа вносят свой вклад в процесс воссоздания Церковно-археологических музеев при духовных учебных заведениях и епархиях. В открывшийся при Санкт-Петербургской духовной академии Церковно-археологический музей было передано 24 предмета, оказывается методическая помощь Церковно-историческому музею Новосибирска и других городов
Со второй половины 1990-х гг. проводятся совместные выставки с Государственным музеем-заповедником «Московский Кремль», Государственным Историческим музеем, Центральным музеем древнерусской культуры и искусства им. преп. Андрея Рублева, Центральным музеем Российской армии и др.
С 2022 года носит название Музей христианского искусства «Церковно-археологический кабинет».

## Коллекция музея (ЦАКа)

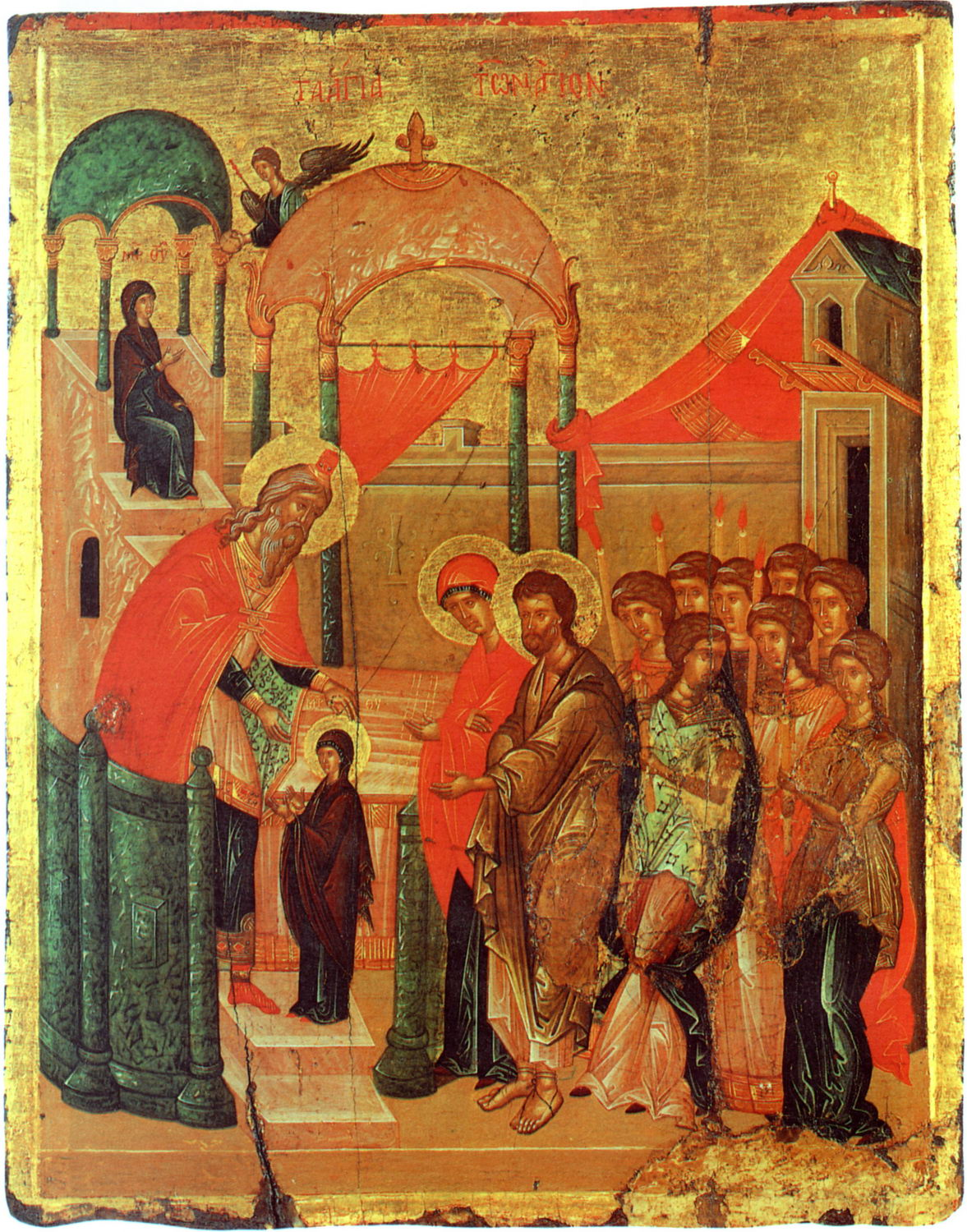
Икона Введения во храм Божией Матери

В настоящее время экспозиция Музея христианского искусства «Церковно-археологический кабинет» при Московской духовной академии занимает двенадцать залов императорского путевого дворца «Царские чертоги» и насчитывает более 20 тыс. единиц хранения. В церковном музее представлены византийские и русские иконы, церковная утварь, облачения, рукописные и старопечатные книги, предметы мелкой пластики, графика, живопись и реликвии, связанные с жизнью православных подвижников благочестия, иерархов и церковных деятелей.

### Русская и поствизантийская иконопись
В экспозиции представлены иконы начиная с XIV и до XX века. Музей славится большим разнообразием образов святителя Николая Чудотворца. Именно здесь находится единственное (из сохранившихся) изображение святителя авторства царского изографа Симона Ушакова. Кроме того, в музее можно познакомиться с примерами редкой иконографии, сравнить работы мастеров из разных уголков Византийской империи и Руси.

### Русская и западно-европейская живопись

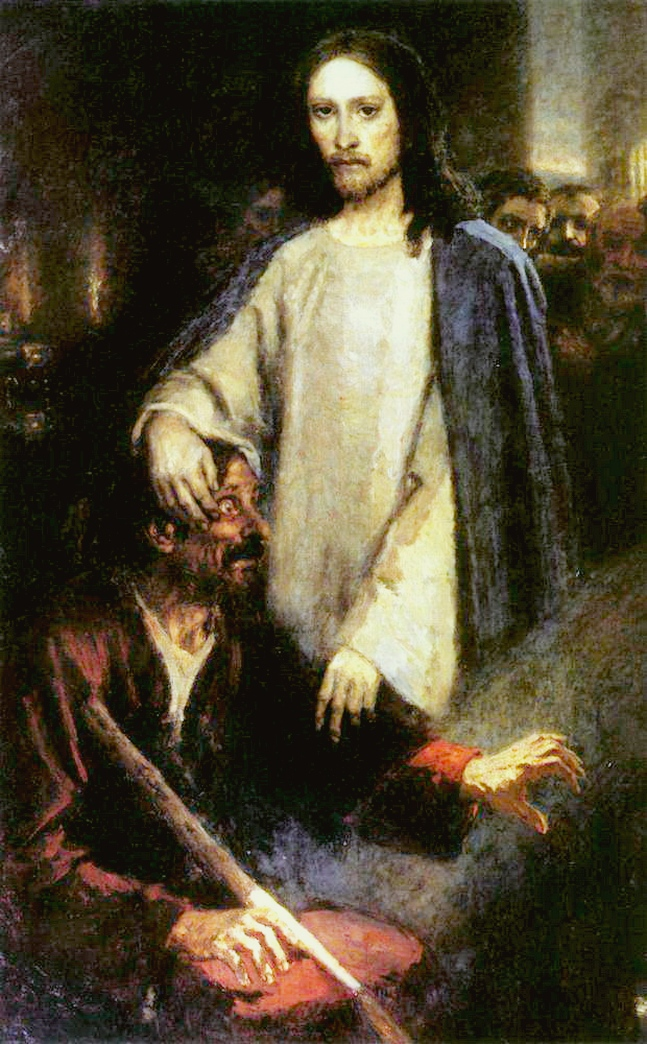
В. И. Суриков. Исцеление слепорожденного

Коллекция живописи наглядно показывает различия в культуре католического Запада и православного Востока. Здесь можно увидеть триптих в манере Фра Беато Анджелико, картину испанского классика Луиса де Моралеса; сравнить работы западной школы со знаменитыми религиозными сюжетами М. В. Нестерова, В. М. Васнецова и одухотворенными пейзажами В. Д. Поленова. Особый интерес представляет уникальная картина В. И. Сурикова «Исцеление слепорожденного». С ней художник не хотел расставаться даже тогда, когда в отчаянии бросил все свои вещи и уехал из Москвы.

### Графика
В коллекции графики можно увидеть лучшие гравюры и литографии прошлых веков, а заодно научиться различать технику и жанры. На старинных ведутах удобно в деталях рассматривать церковную архитектуру и знакомиться с жизнью монастырей. Среди работ из фонда графики встречаются настоящие сокровища. Например, духовный портрет Великой княгини Елизаветы Федоровны письма Нестерова или гравюра с изображением лика Христа в терновом венце, выполненного непрерывной линией.

### Скульптура
Религиозная скульптура не характерна для православной культуры. В коллекции Музея христианского искусства собраны редкие произведения русских мастеров. Можно сравнить работы православных скульпторов с католическими и протестантскими. Особо выделяется образ «Спас полуночный» и легендарная чудотворная скульптура Христа авторства Рафаэлло Романелли. К этому скульптурному образу блаженная Матрона Московская отправляла свою келейницу собирать капли дождевой воды с ладони Спасителя.

### Мелкая пластика
В коллекции мелкой пластики можно увидеть дерево, перламутр, металл, кость, которые в руках мастеров, славящих Господа, превратились в произведения искусства. В собрании представлены великолепные энколпионы XII века, богослужебные сосуды, работы русских мастеров по дереву и миниатюры арабских резчиков по перламутру. Здесь можно любоваться изделиями афонских монахов и познакомиться с творчеством Ивана Хрустачева — знаменитого резчика из Сергиевского Посада, которому за особое мастерство было пожаловано дворянское звание.

### Рукописные и старопечатные книги
В собрании музея можно увидеть Библию и Апостол первопечатника Ивана Федорова — те самые книги, о которых рассказывают детям в школе. В коллекции хранится редкое рукописное Евангелие середины XVI века. Апокалипсис с толкованиями святителя Андрея Кесарийского XVII века поражает символичными иллюстрациями. Период царствования Дома Романовых, начиная с императора Петра Великого, представлен богослужебными книгам разных веков. Их можно сравнить с католическими изданиями европейских типографий и почувствовать разницу культурных традиций.

### Шитьё
В этой коллекции представлены такие шедевры, как омофор из Строгановской мастерской XVII века, плащаница и шитые пелены XVIII—XIX веков с изображением «Положения Христа во гроб», покровцы эпохи барокко и модерна. Кроме того, в музее собраны облачения патриархов Русской Церкви XX века.

### Реликвии
В коллекции реликвий представлены особенные экспонаты из собрания музея. Это личные вещи святых, чудотворные образы и сакральные предметы, которые непостижимы для стандартного научного изучения. Среди главных реликвий — потир и тарель преподобного Сергия Радонежского, его погребальные сандалии, чудотворная скульптура Спасителя, губка священномученика Афанасия (Сахарова), личные вещи святителя Филарета (Дроздова) и других деятелей Русской Православной Церкви. Кроме того, в собрании музея хранится самая крупная коллекция паломнических реликвий со всех уголков земли.

## Заведующие ЦАКом
- 1891—1911 — профессор Александр Петрович Голубцов,
- 1911—1919 — профессор Николай Дмитриевич Протасов,
- 1951—1955 — иеромонах Сергий (Голубцов)
- 1955—1975 — протоиерей Алексей Остапов
- 1975—1982 — архимандрит Александр (Тимофеев)
- 1983—1985 — архимандрит Елевферий (Диденко)
- 1985—1987 — архимандрит Венедикт (Князев)
- 1987—1989 — архимандрит Георгий (Грязнов)
- 1989—1990 — архимандрит Димитрий (Капалин)
- 1990—1995 — протоиерей Николай Резухин
- 1995—1995 — игумен Никон (Смирнов)
- 1995—2002 — игумен Антоний (Паканич)
- 2002 — 4.10.2018 — протодиакон Игорь Михайлов
- 5.10.2018 — по н/вр — Антон Сергеевич Новиков